# Hygrohypnum
Hygrohypnum (deutsch Wasserschlafmoose) ist eine Gattung von Laubmoosen aus der Familie Amblystegiaceae.

## Beschreibung
Hygrohypnum-Arten wachsen auf feuchten bis nassen Standorten, zum Teil auch im Wasser untergetaucht. Sie bilden grüne bis gelbgrüne oder braungrüne Rasen. Der Stämmchenquerschnitt zeigt einen armzelligen Zentralstrang. Die Blätter sind oval lanzettlich und zugespitzt bis fast kreisrund und stumpf, die Blattränder sind ganzrandig bis leicht gezähnt. Das Blattzellnetz ist in der Blattmitte prosenchymatisch (langgestreckte Zellen). Gegen die Blattspitze zu und am Blattgrund sind die Zellen gewöhnlich kürzer, in den Blattflügeln meist erweitert und quadratisch bis rechteckig. Die einfache oder gegabelte Blattrippe kann recht kurz sein oder bis fast zur Blattspitze reichen.
Die Moose sind autözisch (Antheridien und Archegonien befinden sich an verschiedenen Ästen an derselben Pflanze) oder diözisch. Die ovale bis längliche Sporenkapsel ist geneigt bis horizontal und besitzt ein doppeltes Peristom.

## Systematik und Arten
Die Abgrenzung der Gattung Hygrohypnum ist umstritten. Traditionell umfasst sie weltweit mehr als 30 Arten. Nach der Systematik Frey/Fischer/Stech werden eine Reihe von Arten ausgegliedert und in die Gattungen Hygrohypnella (Familie Scorpidiaceae), Ochyraea (Hypnaceae) bzw.  Pseudohygrohypnum (Pylaisiaceae) gestellt, sodass in Hygrohypnum nur noch 11 Arten verbleiben.
Die folgende Auflistung der in Deutschland, Österreich und der Schweiz vorkommenden Arten entspricht dem traditionellen Gattungsumfang (Hygrohypnum im weiteren Sinn). Die neuen Namen der ausgegliederten Arten sind in Klammern angeführt.
- Hygrohypnum alpestre (Syn.: Ochyraea alpestris)
- Hygrohypnum alpinum (?)
- Hygrohypnum cochlearifolium (Syn.: Ochyraea cochlearifolia)
- Hygrohypnum duriusculum (Syn.: Hygrohypnella duriuscula)
- Hygrohypnum eugyrium (Syn.: Pseudohygrohypnum eugyrium)
- Hygrohypnum luridum
- Hygrohypnum molle (Syn.: Ochyraea mollis)
- Hygrohypnum norvegicum (Syn.: Ochyraea norvegica)
- Hygrohypnum ochraceum (Syn.: Hygrohypnella ochracea)
- Hygrohypnum polare (Syn.: Hygrohypnella polaris)
- Hygrohypnum smithii (Syn.: Ochyraea smithii)
- Hygrohypnum styriacum